# Karin Mossdal
Karin Ingeborg Mossdal, född 28 juni 1941, är en svensk översättare.
Karin Mossdal har framför allt översatt tjeckisk litteratur till svenska, bland annat av Karel Čapek, Jaroslav Hašek, Václav Havel, Daniela Hodrová, Bohumil Hrabal, Ivan Klíma, Pavel Kohout och Jaroslav Seifert.

## Översättningar (urval)
- 1976 – Jiří Šotola, Landstrykare, dockor och soldater (Kuře na rožni), Coeckelberghs förlag, ISBN 91-7250-090-5
- 1978 – Ivan Klíma, Maktspelet (Porota + Malomocní + Za popelnicemi), Coeckelberghs förlag, ISBN 91-7250-104-9
- 1978 – Jiří Šotola, Hälsa ängeln (Tovaryšstvo Ježíšovo), Coeckelberghs förlag, ISBN 91-7250-507-9
- 1979 – Jiří Gruša, Maktens härlighet (Dotazník aneb Modlitba na jedno město a přítele), Coeckelberghs förlag, ISBN 91-7250-119-7
- 1979 – Pavel Kohout, Bödelsflickan (Katyně), Coeckelberghs förlag, ISBN 91-7250-118-9
- 1981 – Ivan Klíma, Mina glada morgnar (Má veselá jitra), Coeckelberghs förlag, ISBN 91-7640-205-3
- 1983 – Pavel Kohout, Den heliga Klaras infall (Nápady svaté Kláry), Coeckelberghs förlag, ISBN 91-7640-207-X
- 1983 – Pavel Kohout, Den heliga Klaras infall (Nápady svaté Kláry), Bra böcker
- 1984 – Václav Havel, Politik och samvete, Charta 77-stiftelsen, ISBN 91-7810-141-7
- 1984 – Ivan Klíma, Tal över muren, Charta 77-stiftelsen
- 1985 – Bohumil Hrabal, Jag har betjänat kungen av England (Obsluhoval jsem anglického krále), Askelin & Hägglund, ISBN 91-7684-091-3
- 1985 – Ivan Klíma, Mina första kärlekar (Moje první lásky), Brombergs bokförlag, ISBN 91-7608-271-7
- 1986 – Jaroslav Seifert, All världens skönhet (Všecky krásy světa), Askelin & Hägglund, ISBN 91-7684-036-0
- 1987 – Václav Havel, Fjärrförhör: Samtal med Karel Hvížďala (Dálkový výslech: Rozhovor s Karlem Hvížďalou), Ordfront, ISBN 91-7324-288-8
- 1987 – Alexandr Kliment, En lycklig kärlek (Basic love), Coeckelberghs förlag, ISBN 91-7250-150-2
- 1987 – Ludvík Vaculík, Tjeckisk drömbok (Český snář), Albert Bonniers Förlag, ISBN 91-0-047038-4
- 1989 – Karel Čapek, Det poetiska vittnet (Povídky z jedné kapsy), Pegas, ISBN 91-7784-015-1
- 1989 – Václav Havel, En dåre i Prag, Symposion, ISBN 91-7868-144-8
- 1989 – Ivan Klíma, Otrogen i Prag (Láska a smetí), Brombergs bokförlag, ISBN 91-7608-354-3
- 1990 – Karel Čapek, Den lyriske tjuven (Povídky z druhé kapsy), Pegas, ISBN 91-7784-016-X
- 1990 – Václav Havel, En dåre i Prag, Symposion, ISBN 91-7868-206-1 (3ed)
- 1990 – Václav Havel, En dåre i Prag, Symposion, ISBN 91-7868-277-0 (4ed)
- 1990 – Václav Havel, Fjärrförhör: Samtal med Karel Hvížďala (Dálkový výslech: Rozhovor s Karlem Hvížďalou), MånPocket, ISBN 91-7642-562-2
- 1990 – Ivan Klíma, Domare på nåder (Soudce z milosti), Brombergs bokförlag, ISBN 91-7608-366-7
- 1990 – Ivan Klíma, Kärlek och sopor (Láska a smetí), Brombergs bokförlag, ISBN 91-7608-511-2
- 1990 – Pavel Kohout, En dans- och kärlekslektion (Hodina tance a lásky), Gedins Förlag, ISBN 91-7964-061-3
- 1991 – Ivan Klíma, Mina glada morgnar (Má veselá jitra), En bok för alla, ISBN 91-7448-599-7
- 1991 – Iva Procházková, Min gata i Prag (Čas tajných přání), Rabén & Sjögren, ISBN 91-29-59715-3
- 1993 – Zuzana Brabcová, Långt från trädet (Daleko od stromu), Bonnier Alba, ISBN 91-34-51315-9
- 1993 – Ivan Klíma, Mina gyllene yrken (Moje zlatá řemesla), Brombergs bokförlag, ISBN 91-7608-564-3
- 1993 – Pavel Kohout, Jag snöar (Sněžím), Gedins Förlag, ISBN 91-7964-140-7
- 1994 – Jaroslav Hašek, Den tappre soldaten Švejks äventyr under världskriget (Osudy dobrého vojáka Švejka za světové války), Östlings Bokförlag Symposion, ISBN 91-7139-068-5
- 1994 – Daniela Hodrová, Sorgestaden. Både och (Podobojí), Albert Bonniers Förlag, ISBN 91-0-055695-5
- 1994 – Ivan Klíma, I väntan på mörker i väntan på ljus (Čekání na tmu, čekání na světlo), Brombergs bokförlag, ISBN 91-7608-651-8
- 1995 – Eva Kantůrková, Minnesbok (Památník), Charta 77-stiftelsen
- 1996 – Avigdor Dagan, Hovnarrarna (Dvorní šašci), Renässans, ISBN 91-88206-11-4
- 1996 – Om tjeckisk och svensk litteratur, ett möte mellan tjeckiska och svenska författare i Prag, Charta 77-stiftelsen
- 1997 – Zuzana Brabcová, Daniela Hodrová, Sylvie Richterová, Tre tjeckiska författarinnor, Charta 77-stiftelsen
- 2000 – Ivan Klíma, Inga helgon, inga änglar (Ani svatí, ani andělé), Brombergs bokförlag, ISBN 91-7608-825-1
- 2002 – Ivan Klíma, Mitt älskade Prag, Brombergs bokförlag, ISBN 91-7608-889-8
- 2004 – Ivan Klíma, Ministern och ängeln (Premiér a anděl), Brombergs bokförlag, ISBN 91-7608-971-1
- 2005 – Jaroslav Hašek, Den tappre soldaten Švejks äventyr under världskriget (Osudy dobrého vojáka Švejka za světové války), Östlings Bokförlag Symposion, ISBN 91-7139-673-X
- 2006 – Bohumil Hrabal, En alltför högljudd ensamhet (Příliš hlučná samota), Ruin, ISBN 978-91-85191-10-9
- 2010 – Václav Havel, Avgång (Odcházení), Stockholms stadsteater

## Priser
- 1995 - Cena Premia Bohemica Obce spisovatelů ČR. Läst 27 maj 2014
- 1998 – Stiftelsen Natur & Kulturs översättarpris
- 2014 – Elsa Thulins översättarpris[2]